# Gorzelin
Gorzelin (niem. Fauljoppe) – wieś w Polsce położona w województwie dolnośląskim, w powiecie lubińskim, w gminie Lubin.
W latach 1975–1998 miejscowość administracyjnie należała do województwa legnickiego.
W miejscowości jest przystanek kolejowy Gorzelin.

## Nazwa
Polska nazwa wsi, nadana jej w 1945 roku, pochodzi od odkrytych tu przez grupę operacyjną z Lubina zakładów przetwórstwa kartofli i zboża na alkohol, a także pozostałych po niemieckiej produkcji zapasów takiego alkoholu.

## Zabytki
Do wojewódzkiego rejestru zabytków wpisany jest:
- park, z XVIII-XIX w.